# Kurityán
Kurityán is een plaats (község) en gemeente in het Hongaarse comitaat Borsod-Abaúj-Zemplén. Kurityán telt 1808 inwoners (2001).

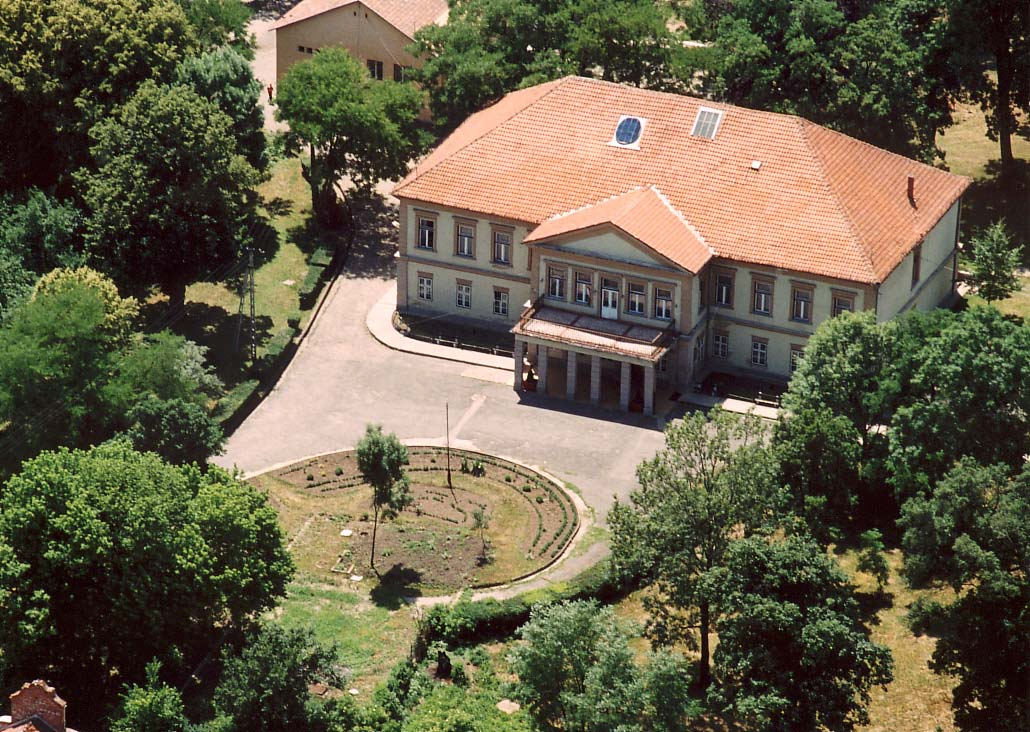
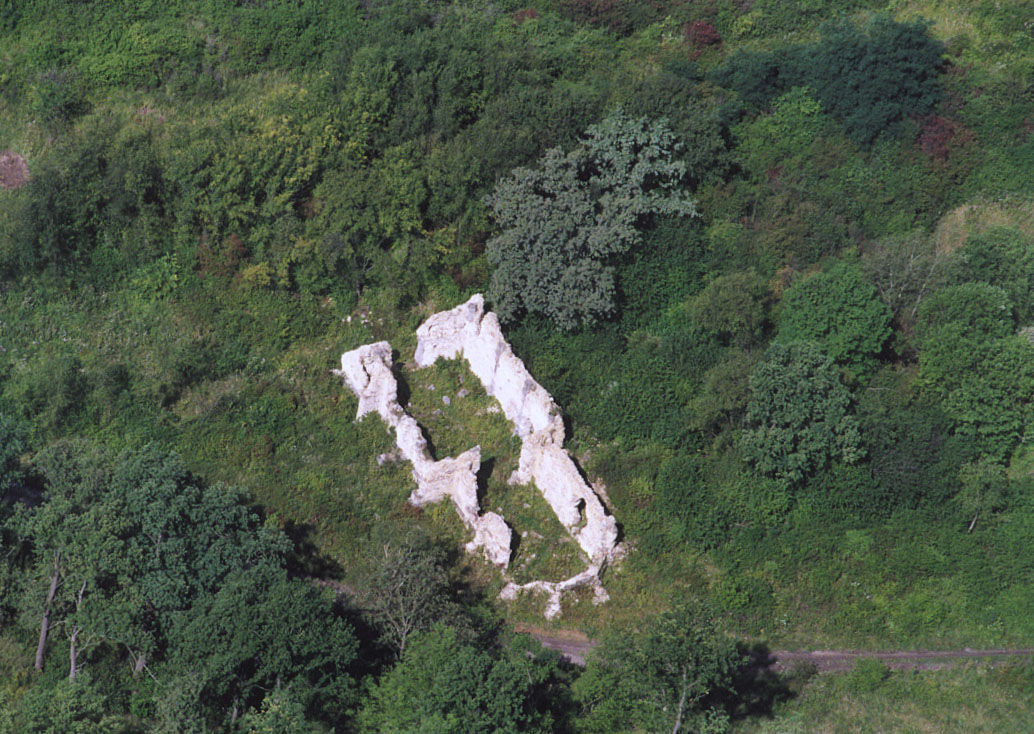